# María Asunción Aramburuzabala
María Asunción Aramburuzabala (Città del Messico, 2 maggio 1963) è un'imprenditrice messicana, miliardaria, presidente di Tresalia Capital, una società di venture capital.
Secondo Forbes, ha una patrimonio netto nel 2021 di 5,8 miliardi di dollari, è la sesta persona più ricca e la seconda donna più ricca del Messico.

## Biografia
Nata nel 1963 da Pablo Aramburuzabala Ocaranza, un birraio basco spagnolo, e Lucrecia Larregui González, una pittrice messicana il cui padre, José Larregui Iriarte, era un mugnaio navarrese. È la nipote di Félix Aramburuzabala Lazcano-Iturburu, un immigrato basco spagnolo che ha co-fondato nel 1925 il birrificio messicano Grupo Modelo con il suo amico e socio Pablo Díez Fernández. Suo padre era il vicepresidente esecutivo del birrificio Grupo Modelo.
Aramburuzabala si è diplomata presso l'Instituto Tecnológico Autónomo de México in contabilità.
Il birrificio messicano, Cervecería Modelo, fu fondato nel 1925 da un gruppo di uomini d'affari, tra cui don Pablo Díez Fernández, che ne divenne presidente, Ceo e azionista principale dell'azienda, e Felix Aramburuzabala. Il figlio di Felix, Pablo Aramburuzabala, vicepresidente esecutivo del birrificio, morì inaspettatamente nel 1995 di cancro ai polmoni all'età di 63 anni. Dopo la sua morte, diversi gruppi hanno cercato di ottenere il controllo della quota della sua famiglia in Modelo, ma sua moglie e le sue due figlie si sono unite per fronteggiare questi gruppi.
La famiglia creò Tresalia Capital ("tres aliadas" o tre alleati) per diversificare gli investimenti familiari. Attraverso Tresalia, hanno effettuato investimenti in grandi aziende messicane, gestito società di private equity, immobili, infrastrutture, venture capital, tecnologia e creato nuove società.
Dopo la vendita del Grupo Modelo, ha reinvestito i suoi proventi in Anheuser-Busch InBev, continuando la tradizione di famiglia nel settore della birra.
Il 3 ottobre 2021, María Aramburuzabala è stata implicata nella vicenda dei Pandora Papers, che hanno scoperto la ricchezza nascosta offshore di molti in tutto il mondo, in modo simile ai Panama Papers. Secondo i Pandora Papers, Aramburuzabala ha acquistato due jet privati e trasferito almeno quaranta milioni di dollari attraverso un fondo fiduciario situato in Nuova Zelanda, Sky Chariot Trust.

## Vita privata
Nel 1982 sposò Paulo Patricio Zapata Navarro. Ebbero due figli e divorziarono nel 1997. Il 26 febbraio 2005, ha sposato Tony Garza, ambasciatore degli Stati Uniti in Messico, con una piccola cerimonia religiosa a Città del Messico. Il 23 aprile, hanno avuto la cerimonia civile vicino a Valle de Bravo, a ovest di Città del Messico. Tra i partecipanti (un terzo degli ospiti provenivano dal Texas) anche la First Lady degli Stati Uniti Laura Bush. La coppia ha divorziato nel maggio 2010.